# Ostruháček ostružinový
Ostruháček ostružinový (Callophrys rubi) je druh denního motýla z čeledi modráskovitých (Lycaenidae). Rozpětí jeho křídel je 26 až 30 mm. Samci i samice mají hnědé zbarvení. Rub křídel u obou pohlaví je zelený. Rozlišit samce od samic lze podle přítomnosti voničkové skvrny, kterou mají samci na líci předních křídel ve středovém poli.

## Výskyt

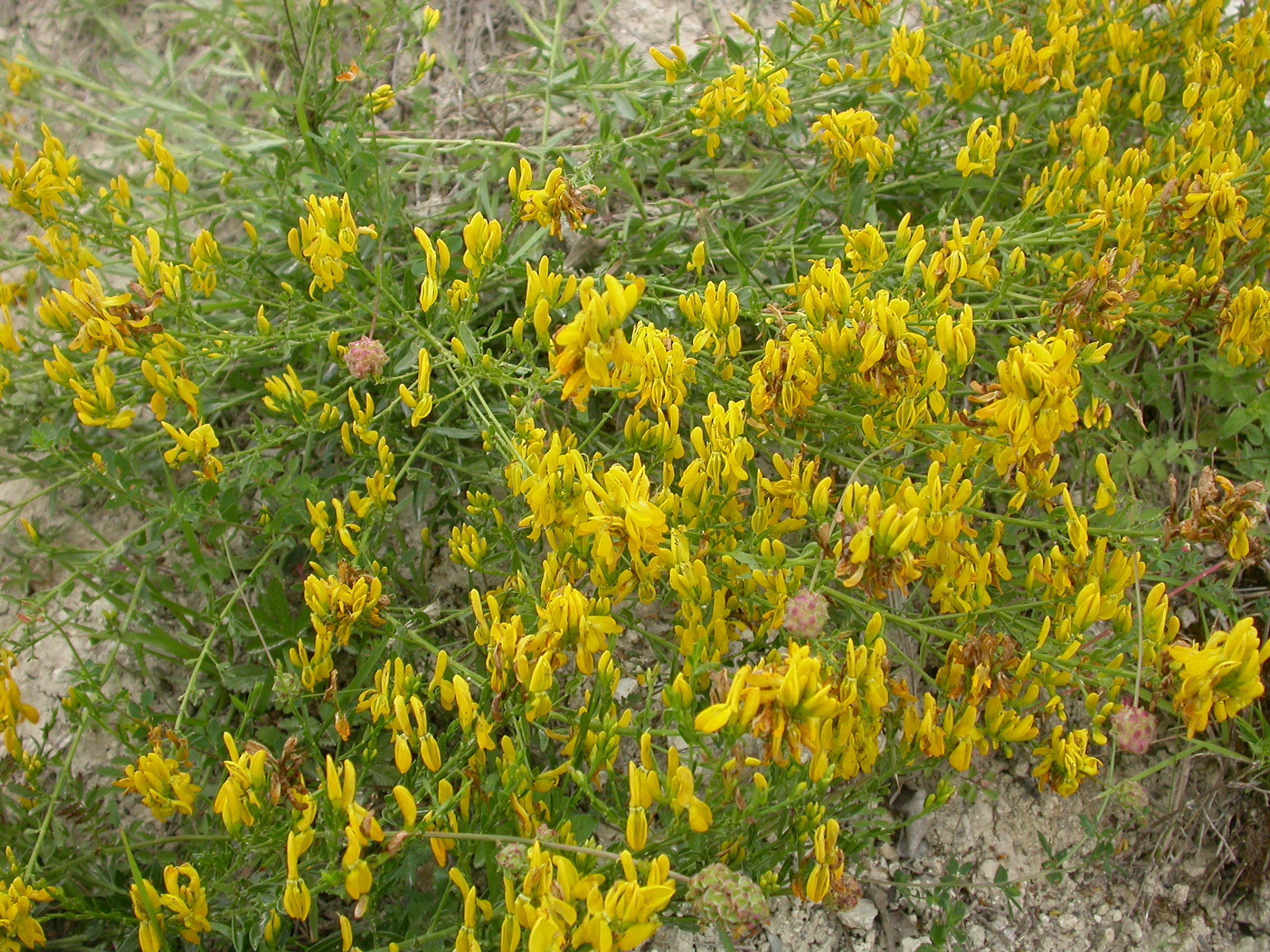
kručinka barvířská

Motýl je rozšířený od severní Afriky přes celou Evropu dále na východ přes Rusko (Sibiř) až po Čínu a Koreu. V České republice se vyskytuje poměrně hojně v nižších a středních polohách. Téměř chybí v horských oblastech na severu státu (Sudetská pohoří) a ve větší části Českomoravské vrchoviny. Obývá lesostepi, světlé háje, světliny v listnatých lesích, paseky, okraje lesů, ale i písčité bory a rašeliniště.

## Chování a vývoj
Živnými rostlinami ostruháčka ostružinového jsou kručinka barvířská (Genista tinctoria), vlnice chlupatá (Oxytropis pilosa), štírovník růžkatý (Lotus corniculatus), janovec metlatý (Cytisus scoparius), krušina olšová (Frangula alnus), brusnice borůvka (Vaccinium myrtillus) a další rostliny z rodů ostružiník (Rubus), tolice (Medicago), vičenec (Onobrychis) a devaterník (Helianthemum). Samice klade vajíčka jednotlivě na listy, stonky a květní pupeny. Housenky se živí zprvu pupeny a květy, později přijímají především květy, dozrávající plody a příležitostně i listy. Kuklí se na zemi poblíž živných rostlin. Motýl je jednogenerační (monovoltinní) a jeho letová perioda je od konce března do června. Přezimuje kukla.

## Ochrana a ohrožení
V České republice není tento druh ostruháčka ohrožen. Na severu Moravy však lokálně ustupuje. Vytlačuje ho především intenzivní zemědělská činnost.